# Église Saint-Laurent d'Abriès-Ristolas
L'église Saint-Laurent est une église catholique française, située à Abriès-Ristolas (Hautes-Alpes) dans le diocèse de Gap et d'Embrun.

## Historique et architecture
L'église actuelle date vraisemblablement du XVIIIe siècle même si une chapelle Saint-Laurent existait dès 1680.